# Verstand schafft Leiden
Verstand schafft Leiden (russisch Горе от ума, dt. auch unter dem Titel Wehe dem Verstand) ist eine Komödie in vier Akten von Alexander Sergejewitsch Gribojedow, verfasst in freien jambischen Versen. Sie entstand zwischen 1822 und 1824 und wurde zunächst offiziell nicht publiziert, kursierte aber um 1825 so stark, dass ihr Inhalt als allgemein bekannt vorausgesetzt werden konnte. Verstand schafft Leiden ist eines der einflussreichsten Theaterstücke der russischen Literatur.

## Inhalt

### Erster Akt
Sophie, die im Haus ihres Vaters die Nacht mit dessen Sekretär Moltschalin verbracht hat, wird von ihrer Zofe Lisa geweckt. Diese möchte verhindern, dass Sophies Vater (Famusow) die Verbindung entdeckt, und weist den alten Herrn auch wortreich ab, als er plötzlich erscheint und sich nach seiner Tochter erkundigt. Nach dem Verlassen von Sophies Zimmer trifft Moltschalin aber doch auf ihren Vater, der ihn zur Rede stellt. Moltschalin, der auch im Haus wohnt, sagt, er sei gerade von einem Spaziergang zurückgekehrt. Der Vater ist weiter misstrauisch, aber Sophie und Moltschalin tischen ihm Alibis auf. Der Vater wiederum macht ihr klar, dass sie nicht unter ihrem Stand heiraten werde.
Lisa und Sophie erinnern sich an Tschatzkij, der mit Sophie zusammen aufgewachsen, dann aber durch die Welt gereist ist. Nun ist er nach drei Jahren wieder zurück und offenbar verliebt in Sophie. Doch diese zweifelt an Tschatzkij, zwar sei er klug und gewitzt, sei ja aber nicht ohne Grund abgereist, und außerdem sei sie in Moltschalin verliebt. Just erscheint Tschatzkij im Haus der Famusows und beteuert Sophie seine Liebe. Nach seiner Rückkehr aus dem Ausland fragt er nach alten Bekannten und charakterisiert sie dabei scharf, was Sophie viel zu spitzzüngig ist.
Kurz treffen auch Tschatzkij und Famusow aufeinander, Letzterer fragt ihn nach seinen Abenteuern in der Welt, doch Ersterer verabschiedet sich vorerst und möchte später zurückkehren.

### Zweiter Akt
Tschatzkij kehrt zurück und bringt sich bei Famusow abermals als Bräutigam von dessen Tochter ins Spiel. Famusow hat im Prinzip nichts dagegen, verlangt aber von Tschatzkij, dass er seine unbestimmten Weltverbesserungsideen aufgibt und wieder in den Staatsdienst zurückkehrt. Es kommt zu einem Streitgespräch, Famusow warnt Tschatzkij davor, es zu weit zu treiben. Tschatzkij jedoch hält den Onkel für irre.
Der Oberst Skalosub erscheint, er plaudert mit Famusow und redet übers Heiraten. Famusow lästert über die Jugend und schwärmt von Moskau und den guten Sitten der Moskauerinnen, bis sich Tschatzkij einmischt und über das Militär zu lästern beginnt. Draußen hat Moltschalin einen Reitunfall. An der Reaktion Sophies merkt Tschatzkij, dass diese in den Verunglückten verliebt ist. Moltschalin wird hereingebracht. Nach einem Gespräch mit Sophie, die ihre Liebe zu ihm gegen alles Gerede verteidigen will, bleibt deren Zofe Lisa allein mit Moltschalin zurück. Dieser macht ihr nun Avancen, die diese aber abwehrt.

### Dritter Akt
Der Akt beginnt mit einer Unterredung zwischen Tschatzkij und Sophie. Ersterer bemüht sich um einen neutralen Ton und versucht in Erfahrung zu bringen, was Sophie wirklich möchte. Diese bezeichnet Tschatzkij als spöttischen Sonderling ohne Mitgefühl, weswegen sie Moltschalin vorziehe, da er zurückhaltend sei und sich nicht über andere erhebe.
Es folgt ein Treffen zwischen Tschatzkij und Moltschalin. Letzterer berichtet, dass damals alle verwundert gewesen seien, als Tschatzkij den Staatsdienst quittierte. Als Moltschalin auch noch zum Ausdruck bringt, dass er sich in seinem Rang keine eigene Meinung erlauben will, erscheint es Tschatzkij nicht sehr plausibel, dass Sophie sich in so jemanden verliebt hat.
Die Soiree beginnt. Tschatzkij trifft seine Bekannten Natalie und Goritschew wieder, die inzwischen miteinander verheiratet sind. Er hat Abschied vom Militär genommen, und Tschatzkij merkt schnell, dass nicht mehr viel mit ihm los ist. Als nächste treten Fürst und Fürstin Tugouchowskij auf, samt ihren sechs Töchtern. Sie erkundigen sich danach, ob Tschatzkij noch ledig ist, und wollen ihn zu sich einladen, nehmen aber wieder Abstand davon, als sie erfahren, dass er weder eine Arbeit hat noch reich ist.
Nun beginnt Sophie ihre kleine Intrige: Einem Herrn N. erzählt sie, dass Tschatzkij nicht mehr ganz klar im Kopf sei, also verrückt. Herr N. erzählt es gleich Herrn D. weiter. Dieser erzählt es Sagoretzkij weiter, der gleich ein paar Details hinzuerfindet. So sei Tschatzkij gerade aus der Irrenanstalt entflohen. Er gibt es an die Komtesse Chrumina weiter, die das auch schon geahnt haben will. Ihre schwerhörige Großtante, die Gräfin Chrumina, wiederum versteht nicht richtig, was Sagoretzkij ihr erzählt, und denkt, Tschatzkij sei Freimaurer und deshalb degradiert worden.
Inzwischen hat die Neuigkeit auch Famusows Schwägerin, die Chlestowa, erreicht, außerdem Goritschew und seine Frau Natalie sowie Famusow, der sich an das morgendliche Gespräch mit Tschatzkij erinnert und auch gleich gemerkt haben will, dass dieser irre ist. Als plötzlich Tschatzkij in der Runde auftaucht, sind alle still. Sophie fragt ihn nach seinem Befinden, und er monologisiert über die unerträglichen Verhältnisse in Russland. Als er endigt, haben sich alle bereits verlustiert und tanzen oder haben sich an die Spieltische gesetzt.

### Vierter Akt
Es ist Nacht geworden, die Gäste gehen nach Hause, zunächst die Goritschews. Während Tschatzkij auf seine Kutsche wartet, kommt Repetilow angehetzt, nicht wegen des Balles, sondern um Tschatzkij zu treffen. Er war gerade im Englischen Club und schwärmt ihm davon vor. Tschatzkij ist genervt und sucht das Weite. Als Skalosub das Haus verlässt, textet Repetilow auch ihn zu, bis dieser sich ebenso unbemerkt davonmacht. Sagoretzkij wiederum steckt Repetilow die Neuigkeit von Tschatzkijs Verrücktheit, allerdings glaubt Repetilow das nicht, bis es ihm von der nach Hause strebenden Fürstenfamilie bestätigt wird.
Auch Tschatzkij hat inzwischen mitbekommen, dass alle ihn für verrückt halten. Inzwischen hat sich Lisa zu Moltschalin begeben, um ihn zu Sophie zu bitten. Moltschalin macht sich wieder an sie heran, diesmal allerdings beobachtet von Tschatzkij – und Sophie, die die Szene ebenfalls heimlich belauscht. Sie stellt Moltschalin zur Rede und wirft ihn aus dem Haus. Tschatzkij bedauert, dass er in Sophies Gunst hinter einem Opportunisten wie Moltschalin zurückstand. 
Vom Lärm ist Famusow aufgewacht und rechnet mit allen ab, Sophie soll zu einer Tante geschickt werden, Tschatzkij wird des Hauses verwiesen. Nebenbei erfährt Tschatzkij auch, dass Sophie es war, die das Gerücht über seine Verrücktheit in die Welt gesetzt hat. Tschatzkijs letzter Monolog ist eine Abrechnung mit der Schwätzerei und Heuchelei, die er in der Moskauer Gesellschaft vorgefunden hat, es zieht ihn wieder in die Welt hinaus.

## Volltext
- die Komödie im russischen Original auf Wikisource
- Deutsche Übersetzung von 1853 in der Google-Buchsuche